# Jack Swigert
John "Jack" Leonard Swigert, Jr. (Denver (Colorado), 30 augustus 1931 – Washington DC, 27 december 1982) was een Amerikaans NASA-astronaut en een van de vierentwintig astronauten die ooit naar de maan gevlogen hebben.
Voor hij voor de NASA werkte was hij testpiloot. In 1977 ruilde hij zijn job bij de NASA in voor een politieke carrière. In 1982 werd hij gekozen voor het Amerikaanse Congres, maar voor hij de eed kon afleggen, stierf hij aan kanker.

## Studies
In 1953 studeerde hij aan de universiteit van Colorado en behaalde een Bachelor of Science in Mechanical Engineering. Later in 1965 behaalde hij zijn Master of Science in Aerospace Engineering aan het Rensselaer Polytechnic Institute. In 1967 behaalde hij zijn Master of Business Administration aan de universiteit van Hartford.

## Carrière
Swigert werkte aanvankelijk als testpiloot voor North American Aviation voor hij bij de NASA aan de slag ging.
Van 1953 tot 1956 diende hij bij de Amerikaanse luchtmacht. Hier was hij onder andere gevechtspiloot in Japan en Korea. Na zijn militaire dienst was hij straaljagerpiloot bij de Massachusetts Air National Guard. Hij werkte hier van 1957 tot 1960. Vanaf 1960 tot 1965 was hij lid van de Connecticut Air National Guard.

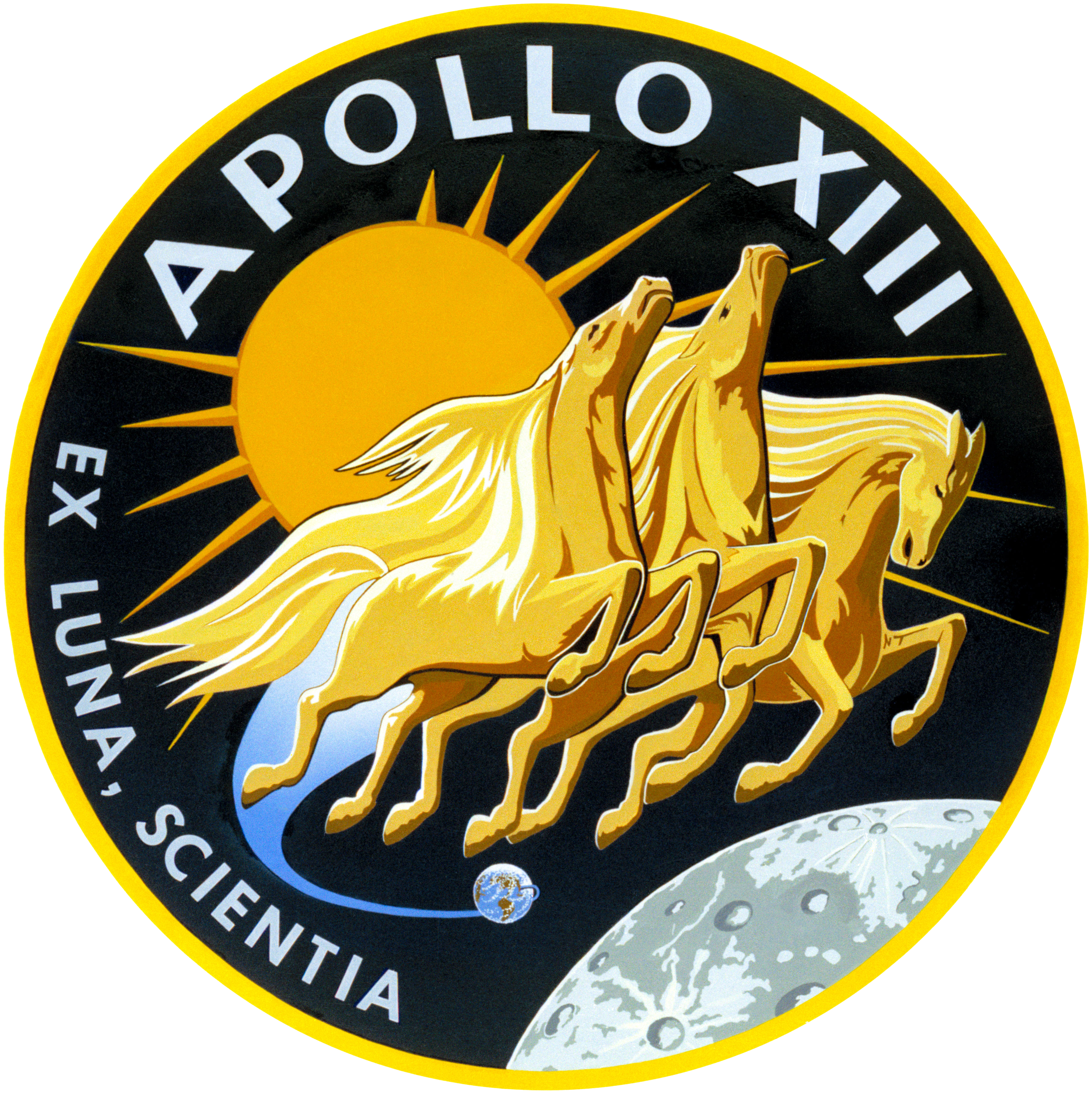
Logo Apollo 13

In april 1966 werd Swigert als een van de negentien astronauten geselecteerd door de NASA. Voor de vlucht met Apollo 13 werd hij geselecteerd als back-uppiloot. Ken Mattingly – de oorspronkelijke Command Module Pilot (CMP) voor Apollo 13 – mocht wegens een kans op het krijgen van mazelen niet mee, waardoor Swigert zijn plaats twee dagen voor de lancering mocht innemen. Mattingly was namelijk in contact gekomen met de besmette back-upmaanlanderpiloot Charlie Duke, die net zoals Swigert deel uitmaakte van de back-upcrew. Uiteindelijk bestond de bemanning uit James (Jim) Lovell (CDR), Fred Haise (LMP) en Swigert als CMP. De missie van Apollo 13 zou de derde geplande maanlanding worden na Apollo 11 en Apollo 12.
Op de derde dag van de missie sloeg echter het noodlot toe: een zuurstoftank ontplofte. Hierop sprak Swigert als eerste de woorden "Houston, we've had a problem here" uit. Onmiddellijk had Swigert de belangrijke taak om samen met zijn medebemanningsleden de gegevens van de Command Module- (CM-)computer te transfereren naar de Lunar Module (LM), ofwel de maanlander, en was hij verantwoordelijk om de CM en de daarbij horende elektrische systemen uit te schakelen wegens energiebesparingen. Door gebruik te maken van het navigatiesysteem uit de maanlander Aquarius en diens raketmotoren wist de bemanning op 17 april 1970 veilig terug te keren naar de aarde.
In 1977 nam Swigert ontslag bij de NASA en koos hij voor een politieke carrière.

## Bijzonderheden
Bij het uitbreken van de Apollo 13-crisis was het Swigert, die als eerste het probleem meldde aan de vluchtleiding in Houston met de woorden "Houston, we've had a problem here". Medeastronaut en tevens vluchtcommandant (CDR) Lovell sprak enkele seconden later de alom bekende zin "Houston, we had a problem" in aanvulling van Swigert.

## Het einde van zijn leven
Tijdens zijn politieke campagne in 1982 kreeg Swigert een kwaadaardige tumor in zijn rechterneusholte. Hiervoor onderging hij een operatie, maar de kanker verspreidde zich in zijn beenmerg en in de longen. Hij werd op 19 december opgenomen in het ziekenhuis van de Georgetown University. Hier stierf hij op 27 december, acht dagen voordat zijn termijn als Congreslid aanving.
Swigert werd begraven op Mount Olivet Cemetery in Wheat Ridge in Colorado.

## John L. "Jack" Swigert Jr. Award voor ruimteonderzoek
In 2004 lanceerde de Space Foundation de John L. "Jack" Swigert Jr. Award for Space Exploration. Deze wordt jaarlijks uitgereikt aan een persoon, een groep of een organisatie die een belangrijke bijdrage geleverd heeft aan de ruimtevaart.
De Space Foundation werd in 1983 opgericht, om de prestatie van Swigert te eren. Deze non-profitorganisatie is gevestigd in Colorado Springs.
De volgende personen/instanties wonnen de prijs:
| 2018 | Cassini Mission                                                          |
| 2017 | Geen award uitgereikt                                                    |
| 2016 | Pluto New Horizons Exploration Team                                      |
| 2015 | Rosetta Comet Exploration Team                                           |
| 2014 | Geen award uitgereikt                                                    |
| 2013 | NASA Mars Science Laboratory Mission Team                                |
| 2012 | NASA Kepler Mission                                                      |
| 2011 | Geen award uitgereikt                                                    |
| 2010 | The Lunar Crater Observation and Sensing Satellite (LCROSS) Mission Team |
| 2009 | NASA Phoenix Mars Lander Team                                            |
| 2008 | Japan Aerospace Exploration Agency                                       |
| 2007 | Het California Institute of Technology                                   |
| 2006 | Buzz Aldrin, Ph.D.                                                       |
| 2005 | NASA Mars Exploration Team from Jet Propulsion Laboratory                |
| 2004 | President George W. Bush                                                 |